# 유승훈 (922년)
유승훈(劉承訓, 922년 ~ 948년 1월 24일)은 후한 고조 유지원의 맏아들이다. 자는 덕휘(德輝)이다.
소년 시절에 온후하고 용모가 아름다워, 아버지 유지원이 매우 총애하였다고 한다. 후진에서는 벼슬이 검교사공(檢校司空)에 이르렀고, 유지원이 후한을 건국한 초기에는 좌위상장군(左衛上將軍)에 임명되었다. 천복 12년 12월 11일(948년 1월 24일) 26세의 나이로 사망하였다. 이에 유지원은 울며 애통해 하다가 병이 깊어졌다고 한다. 사망한 달에 위왕(魏王)에 추봉(追封)되어 태원(太原, 지금의 타이위안 시)에 장사지내졌다.

## 참고 문헌
- 《구오대사》권105 한서7 종실열전